# Лёгкие крейсера типа «Карлсруэ»
Лёгкие крейсера типа «Карлсруэ» — тип крейсеров германского императорского флота времён Первой мировой войны. Вторая серия лёгких крейсеров Германии. Являлись развитием лёгких крейсеров типа «Магдебург». Построено 2 единицы: «Карлсруэ» (SMS Karlsruhe) и «Росток» (SMS Rostock). Их усовершенствованным вариантом стали лёгкие крейсера типа «Грауденц».

## Конструкция

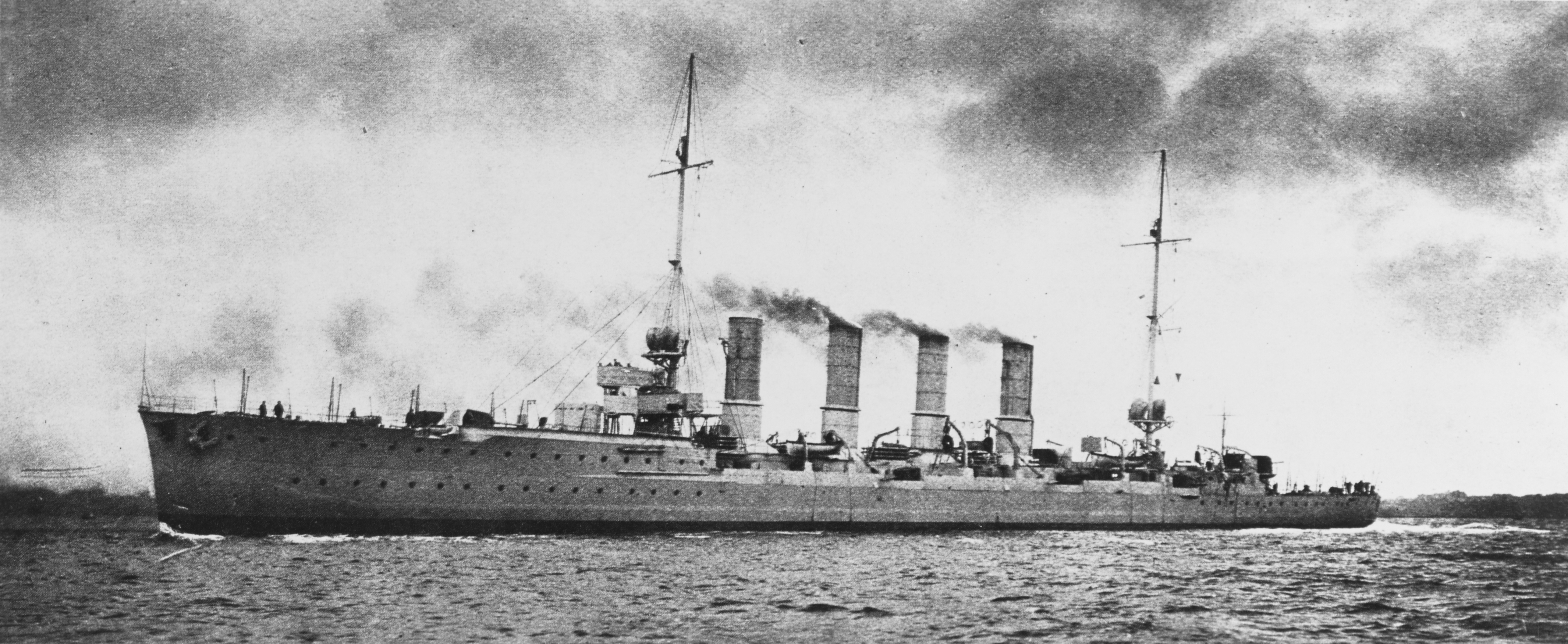
«Росток»

### Размеры и техника
Крейсера типа «Карлсруэ» были 139 м в длину по ватерлинии и 142,2 м в длину в целом. Ширина была 13,7 м, а осадка 5,79 м. Водоизмещение равнялось 4900 т, при полной нагрузке — 6191 т. Для выработки пара использовались 14 военно-морских котлов (12 угольных, 2 нефтяных). Паровые турбины работали на 2 вала и имели проектную мощность 26 000 л. с. Полная скорость 27,8 узла (51,5 км/ч). Однако на «Карлсруэ» турбины достигали мощности 37 885 л. с. (28 251 кВт), а максимальная скорость 28,5 узла (52,8 км/ч), в то время как на «Ростоке» максимальная мощность была 43 628 л. с. (32 533 кВт), а максимальная скорость 29,3 узла (54,3 км/ч).

### Вооружение
Корабли имели то же вооружение, как и лёгкие крейсера типа «Магдебург». Они были вооружены двенадцатью 105-миллиметровыми орудиями, установленными в одноорудийных установках со щитом. Две располагались в носовой части судна, две на корме и четыре с каждой стороны в средней части корабля. Также крейсера были вооружены двумя 500-миллиметровыми торпедными аппаратами и несли 120 мин.

### Броня
Схема броневой защиты повторяла предыдущий тип.
Протяжённый, хотя и довольно узкий из броневой пояс 60-мм никелевой брони, в носовой части он имел толщину 18 мм, в кормовой отсутствовал, горизонтальный участок броневой палубы имел толщину 20 мм никелевой брони, скосы имели толщину 40 мм. Чуть сзади начала главного пояса походил 40 мм носовой траверз. Комовая оконечность защищалась 40 мм палубой и 60 мм скосами. Боевая рубка имела толщину стенок из 100 мм крупповской брони, а стальную 20 мм крышу из никелевой брони. Орудия главного калибра прикрывались щитами толщиной 50 мм. Дальномер прикрывался 30 мм бронёй.

## Служба
«Карлсруэ» — Заложен в 1911 г., спущен 11 ноября 1912 г., вошёл в строй 15 января 1914 г.
После ввода в действие Карлсруэ отправлен в Карибском море, где он должен был заменить крейсер «Дрезден». Он прибыл в назначенный район в июле 1914, за несколько дней до внезапного начала Первой мировой войны. Как только война началась, крейсер передал часть вооружения на пассажирский лайнер «Кронпринц Вильгельм», таким образом, тот мог действовать в качестве рейдера, но в то время как суда передавали оборудование, британские крейсеры определили местонахождение их и начали преследовать «Карлсруэ». Его большая скорость позволила ему уйти, после чего он действовал около северо-восточного побережья Бразилии. Погиб 4 ноября 1914 года из-за мощного взрыва на борту, жертвами которого стали 133 члена экипажа. Причины взрыва точно не установлены по сей день.
«Росток» — Заложен в 1911, спущен 11 декабря 1912, вошёл в строй 5 февраля 1914 г. «Росток» служил в Флоте Открытого моря как лидер миноносных флотилий. Он служил как разведчик для линейных крейсеров контр-адмирала Франца фон Хиппера в операциях против британского побережья и в сражении у Доггер-банки. Во время сражения британские линейные крейсеры и потопили броненосный крейсер «Блюхер». В апреле 1916, он снова занимался разведкой для линейных крейсеров во время бомбардировки Ярмута и Лоустофта, во время которого «Росток» и пять других крейсеров имели короткое боевое столкновение с британскими силами.